# Ривергаро
Ривергаро, Риверґаро (італ. Rivergaro) — муніципалітет в Італії, у регіоні Емілія-Романья,  провінція П'яченца.
Ривергаро розташоване на відстані близько 410 км на північний захід від Рима, 145 км на захід від Болоньї, 19 км на південний захід від П'яченци.
Населення — 7033 особи (2014).

## Демографія
Населення за роками:

Станом на 1 січня 2023 року в муніципалітеті офіційно проживало 609 іноземців з 51 країни, серед них 123 громадяни країн Євросоюзу та 31 громадянин України.

## Сусідні муніципалітети
- Гаццола
- Госсоленго
- Поденцано
- Траво
- Вігольцоне